# Avia M-110H
Avia M-110H — поршневий чотирициліндровий горизонтально-опозитний двигун повітряного охолодження. Двигун оснащений власним осьовим вентилятором, який здійснює примусове охолодження. Створений спеціально для застосування на вертольотах.

## Історія створення
Двигун створено 1957 року, в Науково-дослідному і випробувальному авіаційному інституті (VZLU) в Празі. Конструктори двигуна спирались на досвід отриманий при роботі з двигунами серії M-208. Двигун створювався спеціально як рушій для гелікоптерів і був оснащений власним потужним вентилятором для примусового охолодження циліндрів і масляного радіатора, за відсутності набігаючого потоку повітря, проте передбачалося, що двигун може бути застосований і на легких літаках.
Двигун було використано для оснащення легкого чехословацького гелікоптера Aero HC-102 Heli Baby, також розглядалася можливість встановлення цього двигуна на літаку Orličan L-40 Meta Sokol, проте конструктори літака зупинили свій вибір на двигуні Walter M-332 від іншого чехословацького виробника.

## Характеристики двигуна
- Діаметр циліндра: 110 мм
- Хід поршня: 87 мм
- Кількість циліндрів: 4
- Робочий об'єм: 3,31 л
- Висота: 820 мм
- Ширина: 774 мм
- Довжина: 800 мм
- Вага двигуна: 134 кг
- Компресія:7:1
- Номінальна потужність: 95 к.с. при 2650 об/хв
- Максимальна потужність: 105 к.с. при 2800 об/хв
- Питома витрата палива: 0,230 кг/(к.с.·год)
- Рекомендоване паливо: авіаційний бензин з октановим числом 72-80